# Zacarias da Costa
Zacarias Albano da Costa (Remexio, Aileu, 16 de janeiro de 1964) é um diplomata e dirigente político leste-timorense. Após as eleições legislativas de 2007, foi nomeado ministro dos Negócios Estrangeiros em 8 de agosto de 2007, permanencendo em funções até 2012.

## Biografia
Zacarias da Costa começou os seus estudos no Seminário de Dare. Em 1975, com a invasão indonésia, abandonou o país e refugiou-se em Portugal, completando os estudos secundários nos Açores. Licenciou-se em Humanísticas pela Faculdade de Filosofia da Universidade Católica Portuguesa, em Braga. Aqui foi presidente da Associação Académica entre 1988 e 1991.
Iniciou a sua atividade política como presidente do Comité Regional, em Lisboa, em 1992. Participou na reestruturação da União Democrática Timorense no exterior que culminou com o Congresso Extraordinário de Lisboa, em dezembro de 1993, no qual foi um dos vice-presidentes eleitos. Participou ativamente na chamada "Frente Diplomática", tendo servido durante vários anos como representante da Resistência Timorense na União Europeia, com base em Bruxelas (Bélgica). Após o referendo de 1999, no qual a população leste-timorense escolheu por esmagadora maioria a independência, veio a ser um dos fundadores do novo Partido Social Democrata.
Como vice-presidente da UDT, responsável pelas Relações Internacionais do partido, deu um novo impulso e uma nova dinâmica a este partido histórico timorense. Como elemento ativo e preponderante na Comissão Coordenadora da Frente Diplomática (CCFD) foi mesmo, depois de José Ramos-Horta, um dos mais viajados representantes da Resistência Timorense no exterior. Representou Timor-Leste em vários fóruns internacionais, destacando-se as Assembleias-Gerais das Nações Unidas em Nova Iorque, Comités de Descolonização e Comissões e Sub-Comissões dos Direitos Humanos, em Genebra. Foi um grande defensor da causa timorense nos seminários regionais das Caraíbas sobre a descolonização, onde participou ativamente em Trinidad e Tobago, Santa Lucia e Antígua e Barbuda e foi o primeiro timorense com um estatuto quasi-diplomático a representar Timor-Leste no Fórum dos ACP-União Europeia.
Como representante da Resistência em Bruxelas, dinamizou a causa timorense no coração da Europa através do trabalho direto com as instituições europeias, nomeadamente a Comissão Europeia e o Parlamento Europeu, instituição que aprovou várias resoluções condenando sempre a Indonésia. No Parlamento Europeu foi uma voz incansável dos direitos do povo timorense, e secretariou o Inter-Grupo do Parlamento Europeu por Timor-Leste. Ainda em Bruxelas, conseguiu que a Câmara dos Deputados da Bélgica aprovasse a mais completa resolução sobre Timor-Leste passada por um parlamento nacional antes da Independência.
Participou, a convite do secretário-geral das Nações Unidas Kofi Annan em todos os três encontros intra-timorenses realizados na Áustria e destacou-se como um dos elementos da Comissão Política do Conselho Nacional da Resistência Timorense (CNRT), particularmente como o braço direito de Xanana Gusmão na realização do Congresso do CNRT, realizado em agosto de 2000, em Díli, bem como um dos elementos preponderantes na definição da estratégia para a campanha presidencial de Xanana Gusmão, em 2001, na qual foi seu mandatário e na qual também sua esposa, Milena Pires, exerceu o cargo de diretora de campanha de Xanana Gusmão.
Fundou em 20 de maio de 2000 o Partido Social Democrata (PSD) timorense juntamente com o Eng. Mário Viegas Carrascalão e Leandro Isaac, tendo sido o primeiro secretário-geral deste partido até Junho de 2001. Foi igualmente o primeiro presidente do Congresso Nacional do PSD, tendo sido depois eleito para Presidente do Conselho Nacional, e no II Congresso Nacional, foi eleito e ainda exerce o cargo de Presidente do Partdio ate a presente data.
É  membro fundador de várias associações e ONGs em Timor-Leste, destacando-se vice-presidente da Cruz Vermelha de Timor-Leste, cargo que deixou de exercer depois de ter sido nomeado Ministro dos Negocios Estrangeiros, presidente da Assembleia-Geral do Sporting Clube de Timor-Leste, tendo sido diretor da ONG Fini Foun, fundador e conselheiro técnico da Federação de Aikido, secretário do Lions Clube de Timor-Leste e membro do Conselho de Curadores da Fundação Lifau.
Profissionalmente, foi consultor durante quatro anos no Banco Asiático de Desenvolvimento (BAD ou ADB) e desempenhou, até dezembro de 2006, o cargo de conselheiro da Agência Americana de Desenvolvimento (USAID) para o Setor Privado. Em 30 de junho de 2007 foi eleito deputado para o Parlamento Nacional de Timor-Leste, onde era presidente do Grupo Parlamentar do partido que o elegeu, o Partido Social Democrata (PSD). Logo depois, em agosto do mesmo ano, foi empossado como ministro dos Negocios Estrangeiros do IV Governo Constitucional, cargo que deixou de exercer em agosto de 2012.
Atualmente é líder do Partido Social Democrata (PSD) de Timor-Leste. É membro do Conselho de Estado, lecionando igualmente na Universidade Nacional de Timor-Leste.

### Comunidade dos Países de Língua Portuguesa
Em agosto de 2021, tomou posse como Secretário Executivo da CPLP para o período de 1 de agosto de 2021 a 31 de julho de 2023.

## Honras
- Medalha Amílcar Cabral da Guiné-Bissau (18 de julho de 2025)[6]